# Ozius reticulatus
Ozius reticulatus is een krabbensoort uit de familie van de Oziidae. De wetenschappelijke naam van de soort is voor het eerst geldig gepubliceerd in 1867 door Desbonne, in Desbonne & Schramm.